# Takemiya Masaki
Dans ce nom japonais, le nom de famille, Takemiya , précède le nom personnel.
Takemiya Masaki (武宮 正樹), né le 1er janvier 1951, est un joueur de go professionnel. Connu pour son style particulier à base de grands moyos, il est très populaire parmi les joueurs amateurs.

## Biographie
Takemiya Masaki est né en 1951, à Tokyo, au Japon. En 1962, à l'âge de 11 ans, il devient insei à la Nihon Ki-in puis professionnel deux ans plus tard seulement, à l'âge de 13 ans. La même année, il devient élève de Kitani Minoru. Il s'élève rapidement parmi les rangs professionnels, et devient 9e dan en 1977.
En 1971, il accède à la ligue Honinbo, puis en 1976, il obtient son premier grand titre, le Honinbo, en battant 4-1 Ishida Yoshio. Il gagnera de nouveau ce titre cinq fois de plus de 1980 à 1988. De 1990 à 1992, il gagne trois fois le Judan. Enfin, en 1995, il gagne le Meijin, un autre des sept principaux titres japonais, contre Kobayashi Koichi.
Même s'il n'a pas obtenu de titres récemment, il n'en reste pas moins l'un des meilleurs joueurs au Japon et au monde, en devenant le challenger pour le titre de Tengen en 2006, et en accédant de nouveau à la ligue Honinbo en 2009.
Fait extrêmement rare, Takemiya est également de niveau professionnel dans un autre jeu, le backgammon. Il a remporté en 2005 le principal tournoi japonais de ce jeu, le 12e titre de Saint of the Board, en battant le précédent détenteur du titre, Abe Akiko.
Takemiya se consacre depuis quelques années à la danse, en particulier le tango et la rumba, avec des apparitions publiques à la télévision.

## Go cosmique
Le style de Takemiya, basé sur de grands moyos centraux, est appelé « style cosmique » (宇宙流, uchūryū).
|  |  |  |  |  |  |  |  |  |  |  |  |  |  |  |  |  |  |  |
|  |  |  |  |  |  |  |  |  |  |  |  |  |  |  |  |  |  |  |
|  |  |  |  |  |  |  |  |  |  |  |  |  |  |  |  |  |  |  |
|  |  |  |  |  |  |  |  |  |  |  |  |  |  |  |  |  |  |  |
|  |  |  |  |  |  |  |  |  |  |  |  |  |  |  |  |  |  |  |
|  |  |  |  |  |  |  |  |  |  |  |  |  |  |  |  |  |  |  |
|  |  |  |  |  |  |  |  |  |  |  |  |  |  |  |  |  |  |  |
|  |  |  |  |  |  |  |  |  |  |  |  |  |  |  |  |  |  |  |
|  |  |  |  |  |  |  |  |  |  |  |  |  |  |  |  |  |  |  |
|  |  |  |  |  |  |  |  |  |  |  |  |  |  |  |  |  |  |  |
|  |  |  |  |  |  |  |  |  |  |  |  |  |  |  |  |  |  |  |
|  |  |  |  |  |  |  |  |  |  |  |  |  |  |  |  |  |  |  |
|  |  |  |  |  |  |  |  |  |  |  |  |  |  |  |  |  |  |  |
|  |  |  |  |  |  |  |  |  |  |  |  |  |  |  |  |  |  |  |
|  |  |  |  |  |  |  |  |  |  |  |  |  |  |  |  |  |  |  |
|  |  |  |  |  |  |  |  |  |  |  |  |  |  |  |  |  |  |  |
|  |  |  |  |  |  |  |  |  |  |  |  |  |  |  |  |  |  |  |
|  |  |  |  |  |  |  |  |  |  |  |  |  |  |  |  |  |  |  |
|  |  |  |  |  |  |  |  |  |  |  |  |  |  |  |  |  |  |  |

Exemple de partie contre Yoda Norimoto. Takemiya, avec Noir, effectue un san-ren-sei, puis construit un grand moyo central. Les kosumis en 7 et 9, et le coup à l'épaule en 15 sont caractéristiques du style de Takemiya. Le coup à l'épaule 33 montre l'intérêt du kosumi 9.

## Titres
| Titre                 | Années                  |
| --------------------- | ----------------------- |
| Titres nationaux      | 18                      |
| Meijin                | 1995                    |
| Honinbo               | 1976, 1980, 1985 - 1988 |
| Judan                 | 1990 - 1992             |
| Coupe NEC             | 1981, 1985              |
| Coupe NHK             | 1989                    |
| Kakusei               | 1991                    |
| Hayago Championship   | 1978, 1989              |
| Prime Minister Cup    | 1971, 1973              |
| Titres internationaux | 6                       |
| Coupe Asian TV        | 1989 - 1992             |
| Coupe Fujitsu         | 1988, 1989              |